# اقتدار سیاسی
اقتدار سیاسی (انگلیسی: Political authority) اقتدار سیاسی در فلسفه سیاسی و اخلاق، تفاوت بین حقوق افراد و وظایف قانونی آنها، و چگونگی مناسباتشان با دولت حاکم را در پایه (یعنی اصول معنوی مشروعیت) شرح می‌دهد. اقتدار سیاسی به کارمندان دولت حق اعمال حاکمیت قانون بر شهروندان را می‌دهد و به آنها اجازه می‌دهد تا در صورت نیاز از اجبار برای اینکار استفاده کنند (یعنی مشروعیت سیاسی) بعبارتی اجبار را به شهروندان تحمیل می‌کنند تا آنها از قانون پیروی کنند (همان اجبار سیاسی).
سؤال اصلی این است که در فلسفه سیاسی این «اقتدار سیاسی تا چه حد و حدودی مشروعیت دارد؟» نقطه نظرات گسترده‌است، از نداشتن مشروعیت بکار گیری اجبار (در فلسفه آنارشیسم) تا نامحدود بودن اختیارات مأموران دولت برای اجرای قانون (در حکومتهای دیکتاتوری توتالیتاریست).